# Intersport Heilbronn Open 1996
L'Intersport Heilbronn Open 1996 è stato un torneo di tennis facente parte della categoria ATP Challenger Series nell'ambito dell'ATP Challenger Series 1996. Il montepremi del torneo era di $100.000 ed esso si è svolto nella settimana tra il 22 gennaio e il 28 gennaio 1996 su campi in sintetico indoor. Il torneo si è giocato nella città di Heilbronn in Germania.

## Vincitori

### Singolare
Chris Woodruff ha sconfitto in finale  Gianluca Pozzi con il punteggio di 6–3, 6–3

### Doppio
Lorenzo Manta /  Pavel Vízner hanno sconfitto in finale  Diego Nargiso /  Udo Riglewski con il punteggio di 6–3, 7–6